# Lucius Ennius Marsus
Lucius Ennius Marsus war ein im 2. Jahrhundert n. Chr. lebender Angehöriger des römischen Ritterstandes (Eques).
Durch ein Militärdiplom, das auf den 30. April 129 datiert ist, ist belegt, dass Marsus 129 Kommandeur der Ala I Thracum Veterana war, die zu diesem Zeitpunkt in der Provinz Pannonia inferior stationiert war.